# David Octavius Hill

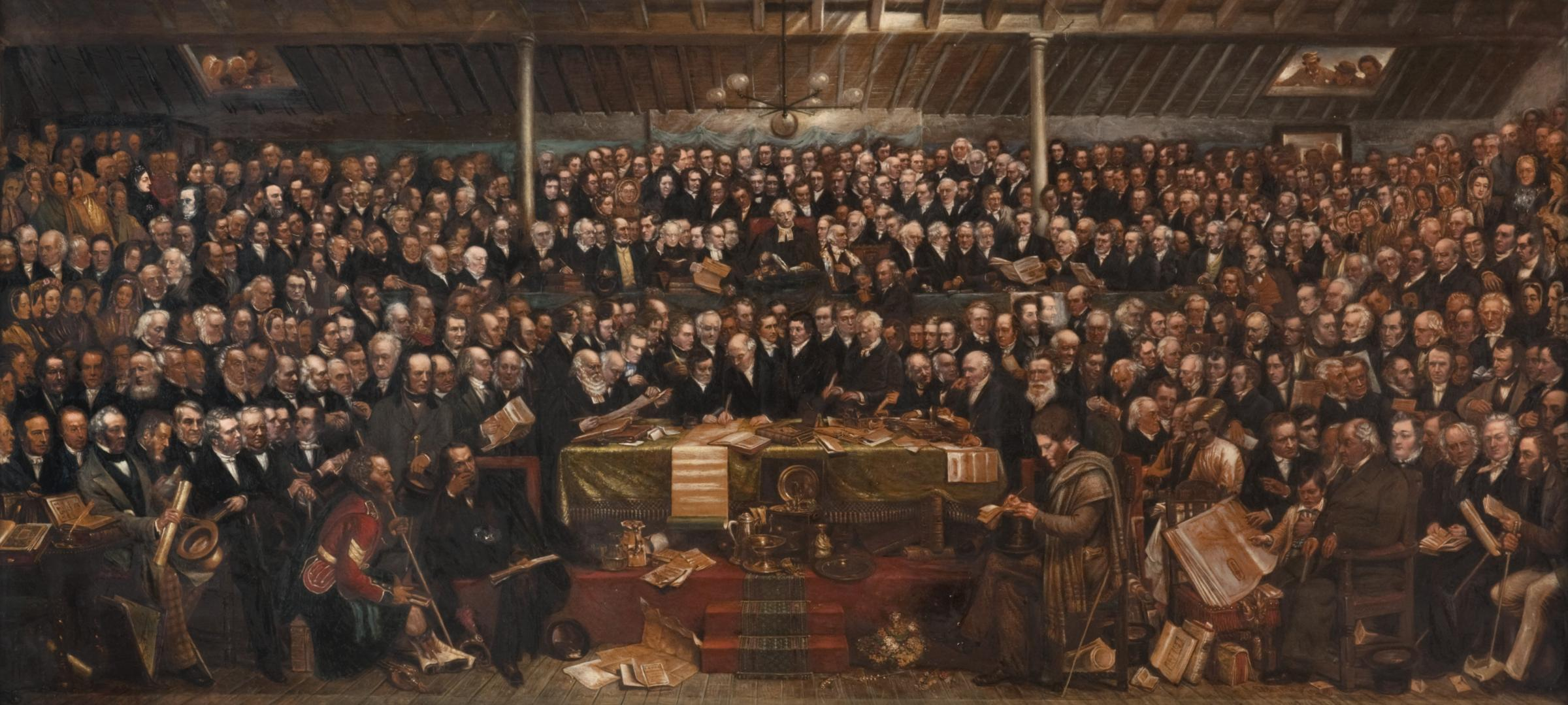
D. O. Hill, obraz przedstawiający osoby, które podpisały się pod deklaracją niezależności Wolnego Kościoła Szkocji, 1843-66

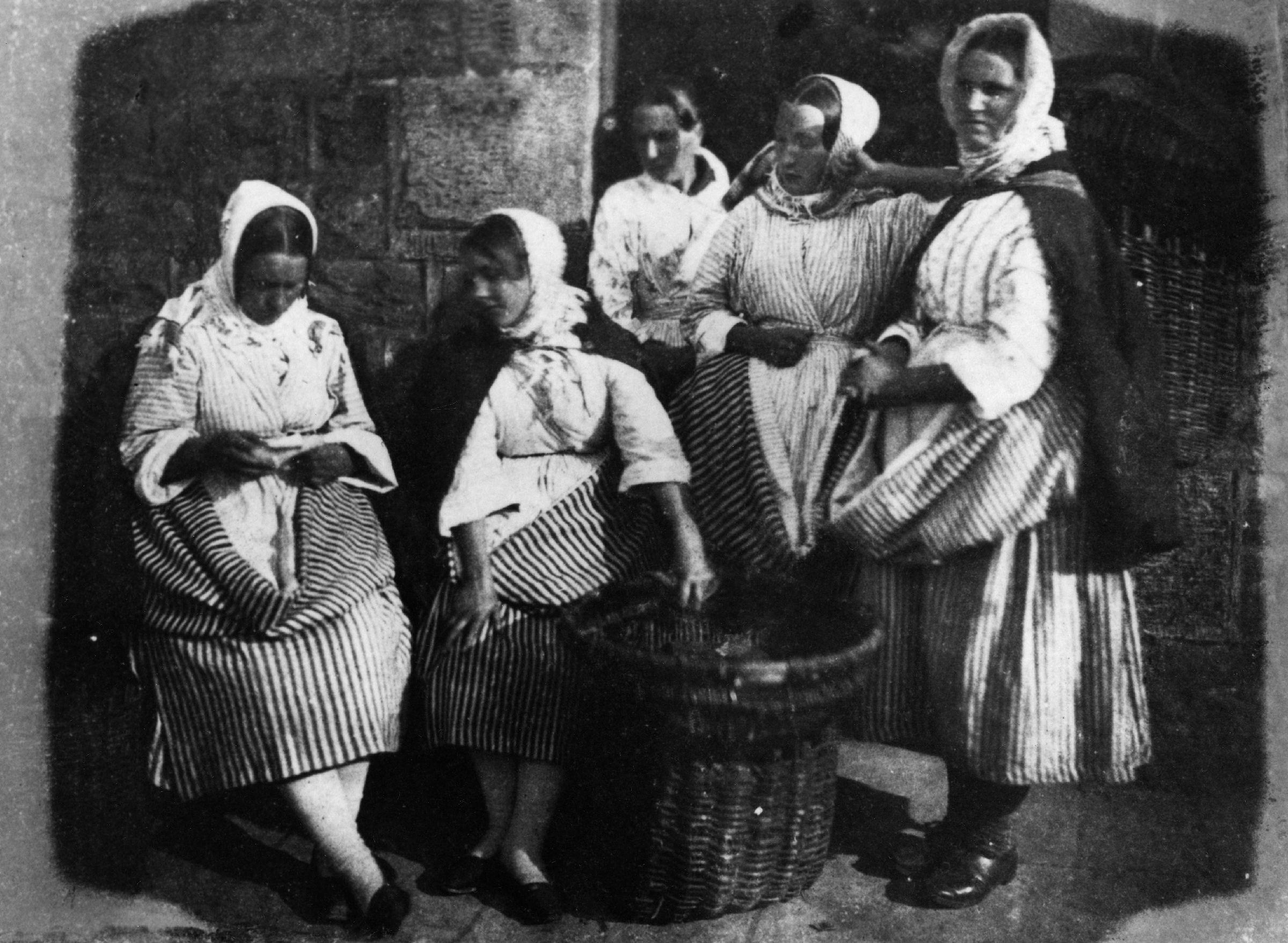
D. O. Hill, R. Adamson, Fisher lassies, 1843-48

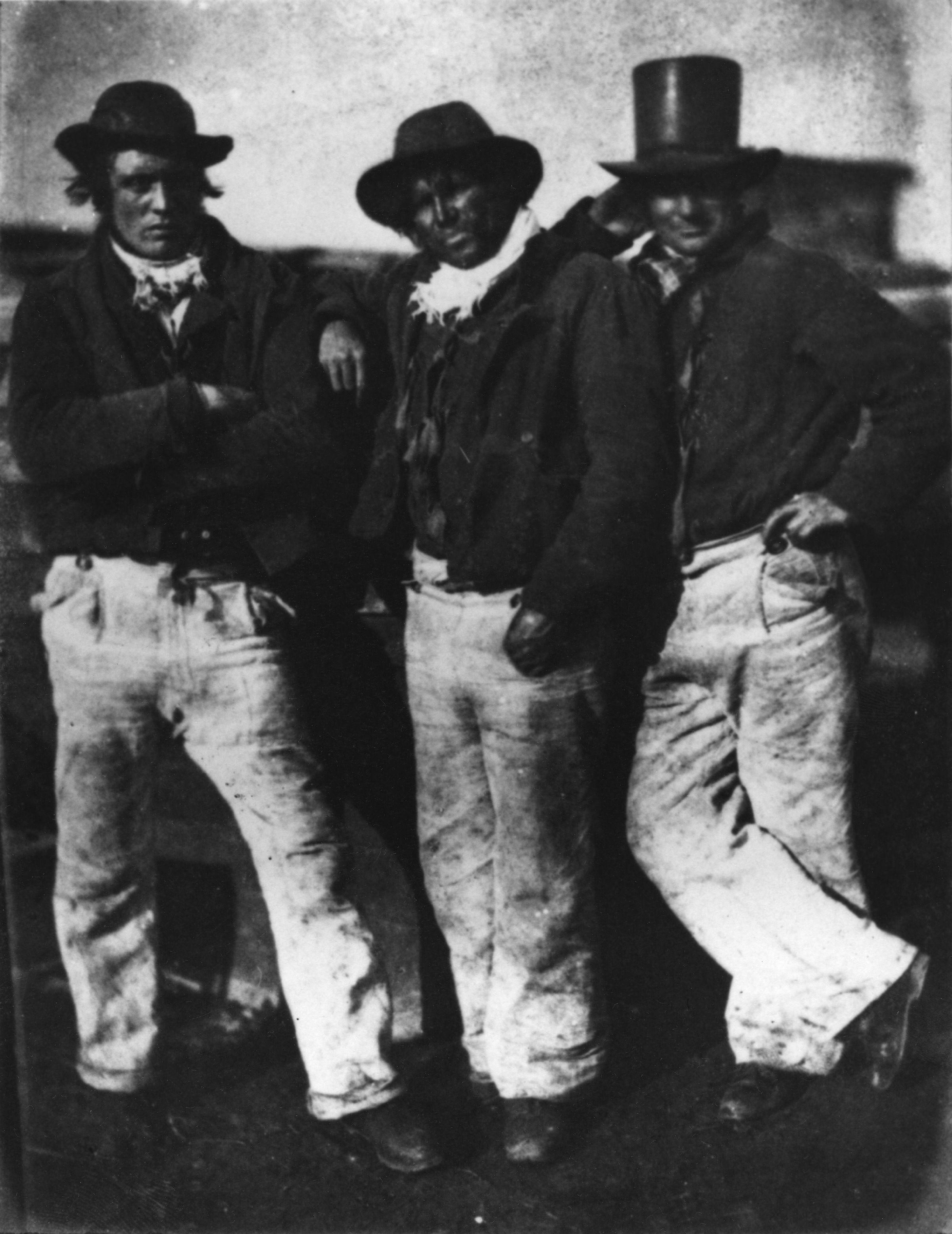
D. O. Hill, R. Adamson, Rybacy, 1843-48

David Octavius Hill (ur. 20 maja 1802 w Perth, zm. 17 maja 1870 w Edynburgu) – szkocki pionier fotografii, malarz.
Zanim Hill zajął się fotografią, był malarzem-pejzażystą. Pełnił też funkcję sekretarza Royal Scottish Academy of Fine Arts w Edynburgu. 
18 maja 1843 w Edynburgu doszło do podpisania deklaracji niezależności Wolnego Kościoła Szkocji. Obecny przy tym wydarzeniu Hill postanowił je upamiętnić, wykonując zbiorowy portret 474 duchownych, którzy podpisali się pod dokumentem. Wykonanie podobizn tylu postaci było zajęciem trudnym do zrealizowania przez jednego malarza, dlatego naukowiec David Brewster zaproponował Hillowi współpracę z młodszym o niemal 20 lat kalotypistą Robertem Adamsonem. Kalotypia była jedną z technik fotograficznych, w owym czasie mniej popularną od dagerotypu. Metody te różniły się nie tylko procesami chemicznymi, na których się opierały, podłożem, na którym powstawało zdjęcie (kalotypia na papierze, dagerotyp na metalowej płytce), ale i końcowym wyrazem fotografii – dagerotypy cechowały się bardzo dużą szczegółowością, podczas gdy odbitki kalotypowe były bardziej malarskie i pozbawione detali. W ten sposób rozpoczęła się współpraca Hilla i Adamsona, którzy obowiązki podzielili między siebie zgodnie ze swoim wykształceniem: Hill zajmował się stroną artystyczną przedsięwzięcia i decydował, w jakiej scenerii mają się znajdować fotografowani i jaką pozę mają przyjąć, a Adamson zajmował się obsługą aparatu i wywoływaniem zdjęć. Podstawą do obrazu Hilla, przedstawiającego duchownych Wolnego Kościoła Szkocji, miały się stać zdjęcia poszczególnych bohaterów wydarzenia z maja 1843 roku. Z końcem tego roku fotografowie niemal ukończyli zadanie sfotografowania wszystkich postaci. Wykonali liczne zdjęcia, ukazujące modeli w różnych pozach. Adamson i Hill pracowali w studiu lub na wolnym powietrzu, portretując modeli na tle kilku mebli. Wykonane przez nich portrety cechują się bogatymi efektami światłocieniowymi i walorami malarskimi przy jednoczesnym zachowaniu wrażenia naturalności. Akwarelista John Harden porównał je nawet do dzieł Rembrandta, pisząc: The pictures produced are as Rembrandt's but improved ("Te fotografie wyglądają jak obrazy Rembrandta, tyle że ulepszone")). Obraz na podstawie fotografii Hill wykonał znacznie później – ukończył go dopiero w 1866.
Współpraca Hilla i Adamsona była udana. Dzięki znajomościom Hilla, Adamson w swoim studiu fotografował przedstawicieli wyższych sfer Edynburga. W 1844 zapowiedzieli wydanie kilku publikacji ze swoimi fotografiami: The Fishermen and Women of the Firth of Forth, Highland Character and Costume, Architectural Structures of Edinburgh, Architectural Structures of Glasgow, & c., Old Castles, Abbeys,& c. in Scotland i Portraits of Distinguished Scotchmen. Choć ostatecznie tytuły te nigdy nie zostały opublikowane, Hill i Adamson rozpoczęli wykonywanie zdjęć do nich. W latach 1843–45 zrobili ok. 130 fotografii rybaków z Newhaven, które uważane są jedno z ich szczytowych osiągnięć. Było to zarazem jedno z najwcześniejszych wykorzystań fotografii w celach społeczno-dokumentacyjnych. Na fotografiach z Newhaven szczególnie często pojawiają się kobiety z rodzin rybaków, Adamson i Hill wykonywali także zdjęcia o charakterze pejzażowymi oraz fotografowali inscenizowane scenki.
Ich działalność przerwała śmierć Adamsona w styczniu 1848. Dalsza działalność Hilla była mniej owocna i ich dorobek popadł w zapomnienie. W latach 90. XIX wieku fotograf J. Craig Annan na bazie zdjęć Hilla i Adamsona wykonał heliograwiury, które następnie poddawał ocenie różnych artystów. Pozytywnie wypowiedział się o nich James Whistler. W 1905 i 1912 Alfred Stieglitz zamieścił je w swoim piśmie "Camera Work". Do dalszej popularyzacji dorobku Hilla i Adamsona przyczyniła się ich monografia autorstwa Heinricha Schwarza, opublikowana w 1931.